# Томислав Русев
Томислав Божидаров Русев е бивш български футболист, български спортен журналист, един от най-известните спортни журналисти в страната.

## Биография
Роден е на 4 август 1966 г. в София. Като футболист играе за дублиращия тим на Левски, с който е шампион на България през 1986 г. Като военнослужещ играе за отбора на „Граничар“ (Свиленград). Завършва ВИФ, специалност футбол. От 2005 г. има лиценз за треньор по футбол.

### Кариера на журналист
С журналистика се занимава от 1990 г., като кариерата му започва във вестник „Диалог“, след това преминава през „Демокрация“ и ИСС „Старт“.
Томислав Русев става известен през 1993 г., когато е поканен от тогавашния програмен директор на Дарик Радио Владимир Танев на работа в новосъздадената медия. След среща с шефа на Дарик – Радосвет Радев, получава разрешението да води 4-часово спортно предаване всяка събота. Това предаване започва да се нарича Спортно шоу Гонг. Първоначално Томислав Русев води сам предаването, като понякога му помагат спортните журналисти Красимир Минев (сега в bTV), Владимир Памуков (сега във вестник „Труд“), Сашо Диков (сега в Канал 3). По-късно при Русев идват Елица Иванова и Ирина Русева (която става негова съпруга и понастоящем имат три деца).
Двете нови журналистки започват да се занимават със спорта извън футбола. Впоследствие спортното шоу става едночасово и започва да се излъчва всеки ден, от 17 часа. Към екипа на набиращото скорост предаване се присъединяват Пламен Иванов, Валентин Грънчаров и Николай Александров. Скромният екип, начело с Томислав Русев, започва да води наистина сериозно предаване. Започват да се предават мачовете от А и Б група, като на всеки стадион има кореспондент на Дарик Радио. През 1999 г. Спортно шоу Гонг предава на живо четвъртфиналите, полуфиналите и финала в Шампионската лига. Именно на финала между Манчестър Юнайтед и Байерн Мюнхен коментатор е Томислав Русев. По-късно в екипа на Гонг бива приет Светослав Табаков.
В началото на новия век в българския радиоефир се появява и спортното радио „Спорт“. Русев и колегите му пускат и обедно издание на Гонг – от 12:30 до 13:00 ч., както и неделно – от 16:00 до 17:00 ч. Томислав Русев започва да разширява екипа си и към него се присъединяват Кремена Младенова и Стефан Стоянов.

### Радио ГОНГ
През юли 2003 г. радио Тангра става радио „Гонг“ с изпълнителен директор и главен редактор Томислав Русев. Радиото е почти изцяло посветено на спортния живот в България и по света. От закритото радио „Спорт“ към екипа на радио „Гонг“ се присъединяват Инес Павлова и Ивайло Йовчев. В новосъздаденото радио попадат още Ивелин Райчев (бивш кореспондент на Дарик Радио в Шумен), Васил Атанасов (новинар, бивш кореспондент на Дарик в Пловдив, сменен впоследствие от Мария Мицова), Драго Панков, Станислава Кръстева, Ралица Караджова, Иво Стефанов, Красимир Москов, Милена Йорданова. Известни кореспонденти – Веселин Вълчев от Пловдив и Добромир Атанасов от Варна.
Спортното Радио Гонг, в продължение на повече от 3 години и начело с Томислав Русев, предлага на слушателите си широк спектър от всякакви спортни събития и за кратко време се превръща в една от най-слушаните български радиостанции. През 2006 година ирландци закупуват честотата на радиото и на 7 декември 2006 година, малко преди 18:00 ч., Томислав Русев обявява края на радиото. Но тъй като през цялото съществуване на радио „Гонг“ най-интригуващите предавания се излъчват паралелно по Дарик Радио, Томислав Русев и екипа му остават на работа в частното национално радио.

### Критики
Томислав Русев е една от най-критикуваните и ексцентрични личности на българската спортна журналистика. В Спортно шоу Гонг, а после и в радио „Гонг“, никой от екипа не крие клубните си пристрастия. Русев е познат като запален левскар и като един от любимите спортни журналисти на феновете на софийския футболен клуб „Левски“. Често пъти е обвиняван заради клубните си пристрастия, нецензурни реплики в ефир и „острия“ си език в непрофесионализъм.

### Телевизионни изяви
От 2013 до 2014 г., заедно с колегата си Николай Александров участва във футболно ТВ шоу Пред банята, което се излъчва по телевизия TV7.